# ウッディー・ウッドペッカー (2017年の映画)
『ウッディー・ウッドペッカー』（Woody Woodpecker）は、2017年のアメリカの3D実写/コンピュータ・アニメーション・コメディ映画である。
ウォルター・ランツとベン・ハーダウェイが製作した同名のカートゥーン・キャラクターをもとに、アレックス・ザムが監督した。主演はティモシー・オマンソン、グラハム・ヴァーチャー、ジョーダナ・ラージー、タイラ・アヤラで、ウッディ・ウッドペッカーの声をエリック・バウザが担当している。
ストーリーは、ウッディー・ウッドペッカーが、自分の家の代わりに投資用の家が建てられるのを防ぐために木を切られ、不動産弁護士に報復するというものである。
本作は英語で撮影されていたが、劇場公開されたのは、この映画がターゲットとしていたラテンアメリカ市場のみで、今でもこのキャラクターは人気がある。その他の地域では、主にオリジナルビデオで公開された。批評家からはおおむね否定的な評価を受け、興行収入は1,530万ドルとなった。

## ストーリー
ワシントン州のパイン・グローブの森で、ウッディー・ウッドペッカーは2人の剥製師の密猟者、ネイトとオティス・グライムスの兄弟を発見し、最終的にお互いに精神安定剤を飲ませる。そして、ウッディーは自分の名前を木に突き刺す。シアトルでは、不動産業を営む弁護士のランス・ウォルターズが、野生動物の保護は利益にならないと主張するビデオが話題になり、解雇されてしまう。恋人のヴァネッサに、祖父が遺したカナダ国境近くの広大な土地に投資用の家を建てるつもりだと伝えた。一方、ランスの元妻リンダは、フィラデルフィアに入院している父親を見舞う必要があるため、息子のトミーをランスとヴァネッサに預ける。
パイン・グローブの森で、ランス、トミー、ヴァネッサの3人は、サマンサ・バートレットというパークレンジャーと出会う。ランスとヴァネッサが荷物を下ろしている間に、トミーは森に入って散歩をする。そこで、ピーナッツバタークラッカーをあげたウッディーを発見し、仲良くなる。ウッディーは昼休みに家族を訪ね、ほとんどの料理を食べてしまう。ランスはウッディーを追い払おうとするが、誤ってテーブルを壊してしまい、箒でヴァネッサの顔を殴ってしまう。翌朝、投資用住宅の建設が始まり、怒ったウッディーは現場を混乱させてしまう。その後、トミーは近くの町で若いミュージシャンのジルと親しくなり、彼女のバンドと一緒に年に一度のホタル祭りに参加するように説得される。トミーはその後、2人のいじめっ子からウッディーに助けられる。
日が経つにつれ、ウッディーに邪魔されることが多くなったランスは、レンジャー・ステーションにいるサマンサに会いに行くことにした。彼女は、ウッディーが絶滅危惧種のエボシクマゲラであることを明らかにした。ネイティブ・アメリカンは、ウッディーをいたずらと混沌の神と見なしていた。ランスは仕事を続けていたが、ヴァネッサはウッディーが悪戯で彼女の乗ったRV車を爆破したことで彼の元を去ってしまう。サマンサは結局、ランスにウッディーと仲良くするようアドバイスする。ランスはしぶしぶウッディーにクラッカーを渡して降伏しようとするが、ウッディーは毎日クラッカーを渡してくれるなら、彼と作業員たちが工事を続けてもいいと承諾する。過剰な支払いと長いスケジュールを経て、最終的に投資用の家が完成する。
町のホタル祭りで、トミーとジルのドラマーであるライルが消化不良を起こしたため、ウッディーが手作りのドラムキットを使って代役を務めることになる。演奏は大好評で、ウッディーがトミーを応援してくれたと聞いてランスは驚く。人間に戻ってもらうのも悪くないと思ったウッディーは、投資先の家に戻り、暖炉の上に壁画を彫る。しかし、その壁画に自分の名前を書き入れようとしたところ、露出した配線に当たってしまい、誤って家を燃やしてしまう。自分のミスを恥じた彼は、自分の木に戻っていく。これに腹を立てたランスは、ネイトとオティスを雇ってウッディーを追い詰める。兄弟は彼を見つけ、テーザー銃で気絶させる。彼らが去った後、トミーは父親を叱責して逃げ出す。兄弟がウッディーをネットの闇市で売ろうとする中、トミーはウッディー救出計画を立て、ジルとライルと共にグライムスの小屋に向かうのだった。
ランスは、ウッディが作った壁画を見つける。心機一転、サマンサの協力を得て、トミーとウッディーの捜索に乗り出す。しかし、みんな兄弟に捕まってしまう。ネイトが精神安定剤を手にすると、ランスは自分の檻をウッディーの檻に向けて傾け、ウッディーを解放する。兄弟を倒したウッディーは、カナダに逃げようとする兄弟を追いかける。橋の真ん中に穴を開け、兄弟は川に落ちてしまい、後に逮捕されてしまう。その後、ランスは家の火事が事故だと知らなかったことをウッディーに謝り、ウッディーの切り倒した木を鳥の巣箱と交換する。ウッディーは、その贈り物と新しい家族と呼ばれるグループの両方を受け入れ、彼らの寛大さに感激する。その夜、ランスとトミーがテントで眠っている間に、ウッディーは新しい巣箱に「Home Sweet Home」という文字を彫るが、誤ってテントの上に倒してしまう。クレジットの後、ウッディー・ウッドペッカーのアニメ『Niagara Fools』が上映される。

## 登場人物
ウッディー・ウッドペッカー（Woody Woodpecker）
声 - エリック・バウザ
多動性があり、珍しくていたずら好きなアカゲラ
ランス・ウォルターズ（Lance Walters）
演 - ティモシー・オマンソン
リンダの元夫であり、トミーの父であり、ヴァネッサのボーイフレンドでもあるシアトルの弁護士。ランスという名前は、「ウッディ・ウッドペッカー」を制作したウォルター・ランツにちなんだものである。
トミー・ウォルターズ（Tommy Walters）
演 - グラハム・ヴァーチャー
ランスの息子でウッディーの親友
サマンサ・バレット（Samantha Barlett）
演 - ジョーダナ・ラージー
パイン・グローブのパークレンジャー
ヴァネッサ（Vanessa）
演 - タイラ・アヤラ
無駄に傲慢なランスのガールフレンド。ブラジルでの訴求力を高めるためにアヤラを起用し、ブラジルの吹き替えではアヤラが自身の声を担当した。
オティス・グライムス（Ottis Grimes）
演 - エイドリアン・グリン・マクモラン
ダミーの密猟者であり、パートナーでありネイトの弟
ネイト・グライムス（Nate Grimes）
演 - スコット・マクニール
ウッディーを捕獲して解剖し、オークションに出すことを目的とした密猟者
ジル・ファーガソン（Jill Ferguson）
演 - チェルシー・ミラー
トミーの友人となる10代のベース・ギタリスト
ライル（Lyle）
演 - ジェイコブ・デイビーズ
ジルの友人であり、トミーの友人となるドラマー
ジョージ（George）
演 - ショーン・タイソン
ランスの新居の建築を指揮する建築士
クリス（Chris）
演 - パトリック・ルブジク
トミーを脅かすいじめっ子
ジョン（John）
演 - タイ・コンシリオ
トミーを脅かすいじめっ子
リンダ・ウォルターズ（Linda Walters）
演 - エミリー・ホームズ
ランスの元妻でトミーの母親
バーバラ・クラム（Barbara Krum）
演 - カリン・コノバル
ランスの受付嬢

## 製作
2011年11月、ユニバーサル・ピクチャーズとイルミネーションは、ウッディー・ウッドペッカーの長編映画を企画した。ジョン・アルトシューラーとデイブ・クリンスキーがストーリー開発に向けて交渉していたが、2013年7月にイルミネーションがプロジェクトを中止した。同年10月、ビル・コップは、3つのストーリーが織り込まれた長編アニメーション映画の監督としてユニバーサルに雇われたことを発表した。2016年7月13日、カートゥーン・ブルーは、ユニバーサル1440エンターテイメントが実写とCGのハイブリッドのウッディー・ウッドペッカーの映画を撮影していると報じた。撮影は2016年6月に始まり、同年7月後半に終了した。撮影はカナダのスコーミッシュで行われた。
この作品の主な視聴者として考えていたのは、ブラジルの人々だった。このアニメは同国で2017年までに、38年間にわたって放送されている。ブラジルの新聞「Folha Vitória」は、このシリーズは人気があると述べている。
2016年12月、ユニバーサル・ピクチャーズ・ブラジルからブラジルのポルトガル語吹き替え版の予告編が流出し、その後、2017年12月13日にオリジナル英語版の予告編がアメリカで初公開された。

## 封切り
本作は、2017年10月5日にブラジルで初めて劇場公開された。
映画の公開週には、キャラクターの衣装を着た人がブラジルにやってきて、首都ブラジリア、マナウス、オリンダ、クリチバ、リオデジャネイロ、サンパウロなどの都市を訪問した。その中でもハイライトとなったのは、エピソード「ナイアガラの馬鹿者」の一部のシーンがイグアスの滝で再現されたことだった。

### ホームメディア
アメリカとカナダでは、2018年2月6日にDVD、デジタルHD、Netflixで発売され、同年9月4日にBlu-rayが発売された。この日、アメリカをはじめとする世界各国で直販ビデオ形式で発売された。イギリスでは、ユニバーサルのライセンスのもと、イギリスのホームビデオ販売会社Dazzler Mediaを通じて配信された。
日本では、2025年4月23日にNetflixで配信された。

## 評価

### 批判的反応
レビュー収集サイト「Rotten Tomatoes」では、8件のレビューから13％の支持率を得ている。コモン・センス・メディアは、この映画を5つ星のうち1つに評価している。「無意味に残酷な悪役、独創性のないストーリー、ハンディな演技、オナラやゲップへの依存は、あまり魅力的ではないアニメの鳥を復活させようとするこの不器用な努力の最低点である」と述べている。エンターテインメントサイト「Pajiba」のジョディ・スミスは、「もし私がスーパーヴィランで、世界中の子どもたちに危害を加えようと思ったら、『ウッディ・ウッドペッカー』のような映画に資金を提供して公開するだろうう」と述べ、本作に否定的な評価を下した。一方、アルゼンチンの新聞「クラリン」のフェルナンド・アルバレスは、この映画を「若い観客のための効果的なエンターテイメント」と肯定的に評価している。

### 興行収入
2018年3月11日現在、本作の興行収入は1,530万ドル。150万ドルでデビューし、ブラジルの興行では『ブレードランナー 2049』に次ぐ2位となった。2回目の週末には+45.4%の伸びを見せ、210万ドルで1位となった。本作は、ラテンアメリカ以外の国では劇場公開されなかった。

## ウェブシリーズ
ウッディー・ウッドペッカーを題材にしたFlashアニメーションのウェブシリーズが2018年にYouTubeで公開され、第1シーズンはアレックス・ザムがシリーズの監督を務めた。